# James Johnstone
James Johnstone (n. 17 ianuarie 1870, Beith, Scoția, Regatul Unit – d. 1932, Liverpool, Regatul Unit a fost un biolog și oceanograf britanic. Studiile sale s-au concentrat asupra lanțului alimentar în ecosistemele marine.
A fost profesor la Universitatea din Liverpool fiind șeful catedrei de oceanografie, care fusese înființată în 1919 de Prof. William Abbott Herdman și de soția acestuia. James Johnstone a avut această funcție din 1920 până în 1932 
James Johnstone a fost membru fondator al Society for Experimental Biology SEB (Societății de biologie experimentală) . De asemenea a fost unul din cercetătorii care, în 1923 au înființat revista British Journal of Experimental Biology – BJEB (Revista Britanică de Biologie Experimentală) fiind membru al comitetului de redacție. În 1929, publicația și-a schimbat denumirea în Journal of Experimental Biology 
Pentru a-i cinsti memoria, numele lui James Johstone a fost dat unui vierme lat Rhipidocotyle johnstonei 

## Opere
- James Johnstone  – British fisheries : their administration and their problems ; a short account of the origin and growth of British seafishery - London : Williams & Norgate, 1905. - XXXI, 350, 62 S.
- James Johnstone - Conditions of Life in the Sea. a short account of quantitative marine biological research – Cambridge University Press, Cambridge. 1908. .
- James Johnstone - Life in the sea - Cambridge, The University Press, 1911
- Johnstone, James, The philosophy of biology Cambridge, University

Press, 1914.
- James Johnstone – The Mechanism Of Life In Relation To Modern Physical Theory - 1921
- Johnstone, James – An introduction to oceanography, with special reference to geography and geophysics - Liverpool,  The University press of Liverpool; London, Hodder and Stoughton 1923
- James Johnstone – A Study of the Oceans – London, Edward Arnold & Co, 1930